# Трусов, Николай Михайлович
Николай Михайлович Трусов (20 октября 1906, Москва — 1 ноября 1985, Москва) — один из руководителей ГРУ с 1947 по январь 1949, генерал-лейтенант.

## Биография
С 1931 года в РККА. Окончил полный курс бронетанкового училища в Орле. Командир роты полка Военной академии механизации и моторизации им. И. Сталина.
С 1934 года — слушатель 1-го курса командного факультета той же Академии.
В декабре 1937 года окончил курсы иностранных языков Разведупра.
С июня 1940 года — начальник учебного отделения Центральной школы подготовки командиров штабов.
С февраля 1941 года — в распоряжении Разведупра.
В 1941—1943 годах — заместитель начальника Разведотдела штаба Южного фронта.
С 1943 года — начальник разведотдела Северо-Кавказского фронта, затем Черноморской группы войск Закавказского фронта (на базе Северо-Кавказского фронта), в 1944 году — отдельной Приморской армии.
В 1945 году — начальник разведуправления 1-го Белорусского фронта.
В мае 1945—1948 — глава контрольной комиссии Главного командования Советской Армии в Германии.
Начальник диверсионно-разведывательной службы Министерства Вооруженных Сил СССР (1947—1949); генерал-лейтенант (1955); С 1949 г. — зам.начальника Главного разведуправления Генштаба, военный атташе в Чехословакии (до декабря 1969 года);
Похоронен на Кунцевском кладбище Москвы.

## Награды
- Орден Ленина (30.12.1956);
- Четыре ордена Красного Знамени (09.10.1943, 01.05.1945, 19.11.1951, 21.02.1969);
- Орден Суворова 2 степени (29.06.1945),
- Орден Кутузова 2 степени (16.05.1944);
- Орден Отечественной войны 1 степени (11.03.1985);
- Четыре ордена Красной Звезды (04.02.1943, 05.11.1946, 27.11.1959, 17.06.1961);
- Медали.

## Семья
- Жена: Анна Дмитриевна
  - Сыновья: Евгений (16.04.1943 — 19.09.2009) и Владимир (23.02.1947 — 22.10.2006).
  - Внуки : Трусов Дмитрий Евгеньевич( 17.11.1974), Коркмаз Наталья Евгеньевна( 09.03.1978)
  - Правнуки : Коркмаз Кенан Октаевич(03.05.2009), Коркмаз Алсу Октаевна и Трусов Кирилл Дмитриевич(22.10.2009)
  - Примечания